# 竹内晶子
竹内 晶子（たけうち あきこ、1960年5月6日 - ）は、日本の女優である。また俳優トレーナーである。アクターズスタジオ「PureStage」を主宰する。

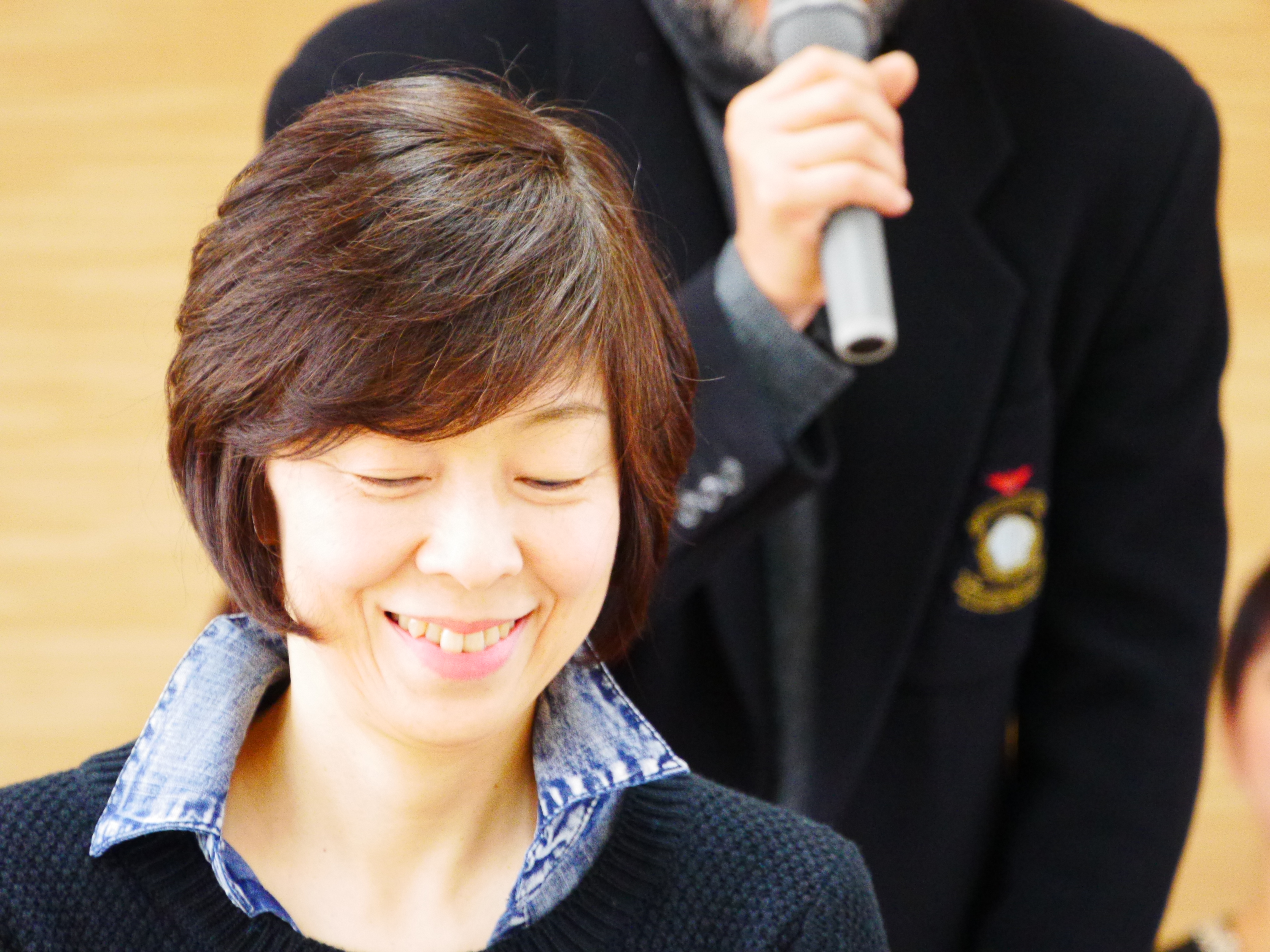
竹内晶子

## 人物・来歴
神奈川県立光陵高等学校在学中は演劇部に所属。東京女子大学文理学部心理学科を卒業する。東京女子大在学中、劇団「綺畸」に入団する。劇作家如月小春と出会い、演劇に魅了される。1983年如月が主宰する劇団「NOISE」旗揚げに参加する。「NOISE」退団後、「ネヴァーランド・ミュージカル・コミュニティ」「演劇集団キャラメルボックス」を経てフリーとなる。舞台出演とともに、俳優指導・演技コーチとして活動する。2007年現役俳優のための訓練の場として「PureStage」を開設する。2012年映画『万年筆』出演を機に、市川徹監督の地域映画製作に参加する。

## 受賞
- 2015年 ショートショートフィルムフェスティバル観客賞（ゴッサム ジャンブル パフェ）[9]
- 2012年 第一回氷見絆国際映画祭最優秀主演女優賞（桜田門内の変！？）[14]

## 出演・演出

### 演劇
- 2018年 真野響子一人舞台 夏目漱石 夢十夜 《新宿区/朝日新聞社･早稲田大学》＜演出＞[15]
- 2017年 松風家の人々 《トウキョウマインドシアター》(出演)＜演出＞[16]
- 2010年 二神(フタカミ) 《Gala Ribbon》＜演出＞[17]
- 2007年 二神(ふたかみ) 《Sky fish》＜演出＞[18]
- 1990年 天使の羽が降る日に 《ネヴァーランドミュージカルコミュニティ》(出演)[19]
- 1984年 TRAUMEREI 《NOISE》[20]
- 1983年 DOLL 《NOISE》(京子 役)[8][21]
- 1981年 ロミオとフリージアのある食卓 《劇団綺畸》(鰻屋の出前持 役)[22]

### 映画
- 2000年 はつ恋 (看護師 役)
- 2003年 油断大敵 (五十嵐佐和子 役)
- 2010年
  - さくら、さくら 〜サムライ化学者・高峰譲吉の生涯〜 (稲 役)[23]
  - 時をかける少女 (購買部のおばさん 役)
- 2012年
  - BUNGO〜ささやかな欲望〜告白する紳士編~ 第三話「幸福の彼方」 (さかえ 役)[24]
  - HAPPY!メディアな人々。 (櫻井薫 役＝主演)[25]
  - 桜田門内の変!? (鯉渕薫 役＝主演)[26]
  - 万年筆 (薫 役＝主演)[27]
- 2013年 TAKAOcan Dream〜がんばれ!サンダーバーズ!!〜 (上森薫 役＝主演)[28]
- 2014年 ゴッサム ジャンブル パフェ (美智子 役)[29]
- 2014年 彩火 (林陽子 役)[30]
- 2015年
  - ソロモンの偽証 ＜演技指導＞[31][11]
  - しゃぶしゃぶスピリット (母 役)[32]
  - 魚津のパン屋さん (恵美子 役)[33]
  - 獅子舞ボーイズ (杉野雅代 役)[34]
- 2016年
  - HANA～ひとつ。(櫻井薫 役)[35]
  - エクラド〜あの空の向こうに (啓子 役)[36]
  - 恋網 ＜監督＞[37]
- 2017年 そうだ！選挙にでよう！ (染谷晴美 役)[38]
- 2018年
  - ばぁちゃんロード (出演)[39]
  - いい歳こいてロックンロール (柿本薫 役＝主演)[40]
  - 村田さん (出演) [40]

### テレビドラマ
- 1997年 ふたり 《TV朝日》(河野先生 役)
- 2002年 松本清張没後10年記念 張込み 《TV朝日》 (出演)
- 2005年 女王の教室 《日本TV》 (出演) [41]
- 2006年 ディロン〜運命の犬 《NHK》 (椎野節子 役)
- 2007年
  - ハケンの品格 《日本TV》 (中村よしみ 役)
  - 中学生日記 《NHK》 (中井真代の母 役)
- 2008年
  - スクラップ・ティーチャー〜教師再生〜 《日本TV》 (高崎瑞希の母 役)
  - 斉藤さん 《日本TV》 (守屋寿美子 役)
- 2009年
  - MW (漫画) 《日本TV》 (渡辺ゆかりの叔母 役)
  - アイシテル〜海容〜 《日本TV》 (太田教頭 役)
  - 刑事一代 平塚八兵衛の昭和事件史 《TV朝日》 (小原房子 役)
  - 牟田刑事官VS終着駅の牛尾刑事そして事件記者冴子9 《TV朝日》 土曜ワイド劇場 (内田里子 役)
- 2010年 わたしが子どもだったころ 「俳優 平泉成」《NHK》 (平泉ノブ 役)[42]
- 2011年
  - CONTROL〜犯罪心理捜査〜 《フジTV》 (出演)
  - おひさま (テレビドラマ) 《NHK》 (高山先生 役)
  - 相棒9 元旦SP「聖戦」 《TV朝日》 (出演)
- 2012年
  - おかしな刑事8 《TV朝日》 土曜ワイド劇場 (神之原芳江 役)
  - クレオパトラな女たち5 《日本TV》 (駒井美子 役)
  - サマーレスキュー〜天空の診療所〜2 《TBS》 (出演)
  - もう一度君に、プロポーズ6 《TBS》 (出演)
  - 女性秘匿捜査官・原麻希シリーズ アゲハ 《フジTV》 (出演)
- 2013年 未解決事件 (NHKスペシャル) 《NHK》 (高松の一家の母)
- 2016年 昼のセント酒12 《TV東京》 (出演)

### CM
- 2002年 安田生命ダイレクト損保「ダイレクトライン」 (出演)
- 2004年 ベネッセ「進研ゼミ高校講座」 (出演)
- 2011年
  - 西友冬ギフト ～いきなり50～ (出演)
  - 西友夏ギフト ～まだまだ15～ (出演)